# 天国への門

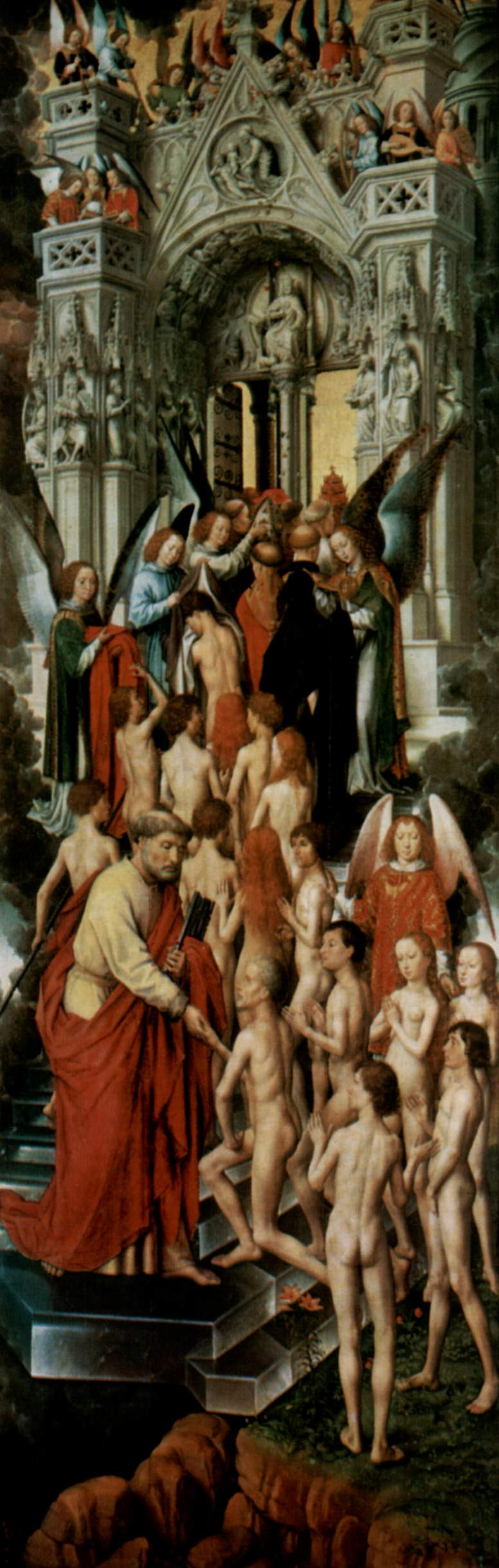
ハンス・メムリンク「聖ペテロとともに天国への門での神の祝福を受ける人々」

天国への門（てんごくへのもん）とは、いくつかのキリスト教諸教派による天国に至る門を指す非公式な呼称である。ヨハネの黙示録21:21の中の新しいエルサレムの以下の記述から着想されたものである。
大衆文化における天国への門のイメージは、雲の中にあり、「天の国の鍵」（Keys of the kingdom）の番人であるペテロによって守られている、白若しくは錬鉄の門である。天国行きにそぐわない者は門で入場を拒否され、地獄に落ちる。いくつかのイメージの派生では、門を開く前に、ペテロが死者の名前を調べるという。